# Ciriaco María Sancha y Hervás
Le bienheureux Ciriaco María Sancha y Hervás (né le 18 juin 1833 à Quintana del Pidio en Castille, et mort le 26 février 1909 à Tolède) est un cardinal espagnol de la fin du XIXe siècle et du début du XXe siècle. 
Il est commémoré le 25 février selon le Martyrologe romain.

## Biographie
Il est élu évêque titulaire d'Areopolis (de) et évêque auxiliaire de Tolède en 1876, évêque d'Avila en 1882, évêque de Madrid y Alcalá de Henares en  1886 et archevêque de Valence en 1892.
Le pape Léon XIII le crée cardinal lors du consistoire du  18 mai 1894. Il est transféré à l'archidiocèse de Tolède en 1898. Sancha participe au  conclave de 1903, à l'issue duquel Pie X est élu pape. Il est le fondateur des Sœurs de la charité du cardinal Sancha, et il est béatifié en octobre 2009 par Benoît XVI.

## Source
- Florida International Université